# Austropsopilio inermis
Espèce
Austropsopilio inermis est une espèce d'opilions dyspnois de la famille des Acropsopilionidae.

## Distribution
Cette espèce est endémique de Nouvelle-Galles du Sud en Australie. Elle se rencontre sur le mont Clyde.

## Description
La femelle holotype mesure 1,75 mm de long et 1,25 mm de large.

## Systématique et taxinomie
Cette espèce a été décrite par Cantrell en 1980.

## Publication originale
- Cantrell, 1980 : « Additional Australian harvestmen (Arachnida: Opiliones). » Journal of the Australian Entomological Society, vol. 19, p. 241–253.